# Coupe du monde féminine de rugby à XV 2017
Navigation
Coupe du monde 2014 Coupe du monde 2021
La huitième édition de la Coupe du monde féminine de rugby à XV s'est tenue du 9 août au 26 août 2017 en Irlande.

## Organisation
Alors que la précédente édition a eu lieu en 2014 et que le cycle habituel est de quatre années entre deux éditions, celle-ci est exceptionnellement avancée d'un an : en étant organisée en 2017, la Coupe du monde de rugby à XV est ainsi placée entre les Jeux olympiques de 2016 et la Coupe du monde de rugby à sept de 2018. Le cycle de quatre ans est ensuite rétabli
L'organisation de la compétition est attribuée à la fédération irlandaise, comme annoncé le 14 mai 2015.

### Villes et stades
Les matches de poule sont disputés au Queen's University Sport et au Kingspan Stadium de Belfast ainsi qu'à l'UCD Bowl (en) de Dublin.
| Belfast (Irlande du Nord)               | Belfast (Irlande du Nord)          | Dublin (Irlande)               |
| --------------------------------------- | ---------------------------------- | ------------------------------ |
| Queen's University Sport Capacité : 330 | Kingspan Stadium Capacité : 18 000 | UCD Bowl (en) Capacité : 1 500 |
| —                                       |                                    |                                |

## Participants

### Qualifications
Douze équipes participent à cette édition :
- Les sept premières équipes de l'édition 2014 : 1. Angleterre (Tenante du titre 2014) 2. Canada 3. France 4. Irlande (pays hôte) 5. Nouvelle-Zélande 6. États-Unis 7. Australie ;
- Deux équipes via les Tournois des Six Nations 2015 et 2016 : 1. Italie 2. pays de Galles ;
- Deux équipes via le repêchage entre deux nations d'Asie et une nation d'Océanie : 1. Japon 2. Hong-Kong ;
- Une équipe via le barrage entre le dernier des Six Nations 2015-2016 et le vainqueur du tournoi qualificatif européen : Espagne.

#### Nations qualifiées
| Afrique | Amériques             | Europe                                                                                     | Océanie                        | Asie                        |
| ------- | --------------------- | ------------------------------------------------------------------------------------------ | ------------------------------ | --------------------------- |
|         | - Canada - États-Unis | - Angleterre (T) - France - Irlande (hôte) - Italie (q) - Pays de Galles (q) - Espagne (q) | - Australie - Nouvelle-Zélande | - Hong Kong (q) - Japon (q) |

### Tirage au sort des poules
Le tirage au sort des poules a lieu le 9 novembre 2016 à Belfast et donne la répartition suivante :
| Poule A - Canada - Nouvelle-Zélande - Pays de Galles - Hong Kong (q) | Poule B - Angleterre (T) - États-Unis - Italie - Espagne (q) | Poule C - France - Irlande - Australie - Japon (q) |

## Arbitres
Fin mars 2017, World Rugby annonce les quatorze arbitres officiels, répartis en neuf arbitres et cinq assistants.
| Arbitres (9) - Amy Perrett - Graham Cooper - Tim Baker - Joy Neville - Sean Gallagher - Sara Cox - Claire Hodnett - Aimee Barrett-Theron - Alhambra Nievas (es) | Assistant(e)s (5) - Rose Labreche - Beatrice Benvenuti - Marie Lematte - Helen O'Reilly - Ian Tempest |

## Format
Dans chaque poule, les équipes se rencontrent les 9, 13 et 17 août. Les trois vainqueurs de poule et la meilleure deuxième sont qualifiées pour les demi-finales. Les deux autres deuxièmes et les deux meilleures troisièmes s'affrontent pour la cinquième place tandis que les autres sélections s'affrontent pour la neuvième place.

### Règlement

#### Points groupe
- Victoire : 4 points ;
- Nul : 2 points ;
- Défaite : 0 point ;
- Défaite par 7 points d'écart ou moins : 1 point ;
- 4 essais marqués ou plus : 1 point.

#### Classement
- Plus grand nombre de points de classement en phase de groupe.

En cas d'égalité : 
1. Meilleure différence particulière entre les équipes à égalité ;
2. Meilleure différence de points dans tous les matches du groupe ;
3. Meilleure différence d'essais dans tous les matches du groupe ;
4. Plus grand nombre de points marqués dans tous les matches du groupe ;
5. Plus grand nombre d'essais marqués dans tous les matches du groupe ;
6. Tirage au sort.

## Premier tour

### Poule A
| Rang | Équipe           | J | V | N | D | Em | Ee | Bo | Bd | Pm  | Pe  | Diff | Pts |
| ---- | ---------------- | - | - | - | - | -- | -- | -- | -- | --- | --- | ---- | --- |
| 1    | Nouvelle-Zélande | 3 | 3 | 0 | 0 | 35 | 3  | 3  | 0  | 213 | 17  | +196 | 15  |
| 2    | Canada           | 3 | 2 | 0 | 1 | 19 | 8  | 1  | 0  | 118 | 48  | +70  | 9   |
| 3    | Pays de Galles   | 3 | 1 | 0 | 2 | 9  | 12 | 1  | 0  | 51  | 74  | -23  | 5   |
| 4    | Hong Kong        | 3 | 0 | 0 | 3 | 2  | 42 | 0  | 0  | 15  | 258 | -243 | 0   |

### Poule B
| Rang | Équipe         | J | V | N | D | Em | Ee | Bo | Bd | Pm  | Pe  | Diff | Pts |
| ---- | -------------- | - | - | - | - | -- | -- | -- | -- | --- | --- | ---- | --- |
| 1    | Angleterre (T) | 3 | 3 | 0 | 0 | 27 | 7  | 3  | 0  | 159 | 44  | +115 | 15  |
| 2    | États-Unis     | 3 | 2 | 0 | 1 | 15 | 9  | 3  | 0  | 93  | 59  | +34  | 11  |
| 3    | Espagne        | 3 | 1 | 0 | 2 | 4  | 18 | 0  | 0  | 27  | 107 | -80  | 4   |
| 4    | Italie         | 3 | 0 | 0 | 3 | 5  | 17 | 0  | 0  | 33  | 102 | -69  | 0   |

### Poule C
| Rang | Équipe    | J | V | N | D | Em | Ee | Bo | Bd | Pm  | Pe  | Diff | Pts |
| ---- | --------- | - | - | - | - | -- | -- | -- | -- | --- | --- | ---- | --- |
| 1    | France    | 3 | 3 | 0 | 0 | 23 | 3  | 2  | 0  | 141 | 19  | +122 | 14  |
| 2    | Irlande   | 3 | 2 | 0 | 1 | 7  | 8  | 0  | 0  | 48  | 52  | -4   | 8   |
| 3    | Australie | 3 | 1 | 0 | 2 | 8  | 14 | 1  | 1  | 46  | 82  | -36  | 6   |
| 4    | Japon     | 3 | 0 | 0 | 3 | 7  | 20 | 0  | 0  | 43  | 125 | -82  | 0   |

### Classement des équipes
Classement des trois premières équipes de poule toutes qualifiées pour les demi-finales :
| Rang | Équipe           | J | V | N | D | Em | Ee | Bo | Bd | Pm  | Pe | Diff | Pts |
| ---- | ---------------- | - | - | - | - | -- | -- | -- | -- | --- | -- | ---- | --- |
| 1    | Nouvelle-Zélande | 3 | 3 | 0 | 0 | 35 | 3  | 3  | 0  | 213 | 17 | +196 | 15  |
| 2    | Angleterre (T)   | 3 | 3 | 0 | 0 | 27 | 7  | 3  | 0  | 159 | 44 | +115 | 15  |
| 3    | France           | 3 | 3 | 0 | 0 | 23 | 3  | 2  | 0  | 141 | 19 | +122 | 14  |

Classement des deuxièmes de poule : la première est qualifiée pour les demi-finales et les deuxième et troisième jouent les 5e-8e places :
| Rang | Équipe     | J | V | N | D | Em | Ee | Bo | Bd | Pm  | Pe | Diff | Pts |
| ---- | ---------- | - | - | - | - | -- | -- | -- | -- | --- | -- | ---- | --- |
| 4    | États-Unis | 3 | 2 | 0 | 1 | 15 | 9  | 3  | 0  | 93  | 59 | +34  | 11  |
| 5    | Canada     | 3 | 2 | 0 | 1 | 19 | 8  | 1  | 0  | 118 | 48 | +70  | 9   |
| 6    | Irlande    | 3 | 2 | 0 | 1 | 7  | 8  | 0  | 0  | 48  | 52 | -4   | 8   |

Classement des troisièmes de poule : les deux premières jouent les 5e-8e places et la dernière joue les 9e-12e places :
| Rang | Équipe         | J | V | N | D | Em | Ee | Bo | Bd | Pm | Pe  | Diff | Pts |
| ---- | -------------- | - | - | - | - | -- | -- | -- | -- | -- | --- | ---- | --- |
| 7    | Australie      | 3 | 1 | 0 | 2 | 8  | 14 | 1  | 1  | 46 | 82  | -36  | 6   |
| 8    | Pays de Galles | 3 | 1 | 0 | 2 | 9  | 12 | 1  | 0  | 51 | 74  | -23  | 5   |
| 9    | Espagne        | 3 | 1 | 0 | 2 | 4  | 18 | 0  | 0  | 27 | 107 | -80  | 4   |

Classement des quatrièmes de poule : les trois équipes jouent les 9e-12e places :
| Rang | Équipe    | J | V | N | D | Em | Ee | Bo | Bd | Pm | Pe  | Diff | Pts |
| ---- | --------- | - | - | - | - | -- | -- | -- | -- | -- | --- | ---- | --- |
| 10   | Italie    | 3 | 0 | 0 | 3 | 5  | 17 | 0  | 0  | 33 | 102 | -69  | 0   |
| 11   | Japon     | 3 | 0 | 0 | 3 | 7  | 20 | 0  | 0  | 43 | 125 | -82  | 0   |
| 12   | Hong Kong | 3 | 0 | 0 | 3 | 2  | 42 | 0  | 0  | 15 | 258 | -243 | 0   |

## Matchs de classement

### Matchs pour la neuvième place
|  | Pour les 9e à 12e places            | Pour les 9e à 12e places         |                   |    | Pour la 9e place                    | Pour la 9e place                    |
|  | Pour les 9e à 12e places            | Pour les 9e à 12e places         |                   |    | Pour la 9e place                    | Pour la 9e place                    |
|  |                                     |                                  |                   |    |                                     |                                     |
|  | Match 19, le 22 août 2017 à 12 h    | Match 19, le 22 août 2017 à 12 h |                   |    | Match 26, le 26 août 2017 à 14 h 30 | Match 26, le 26 août 2017 à 14 h 30 |
|  | Match 19, le 22 août 2017 à 12 h    | Match 19, le 22 août 2017 à 12 h |                   |    | Match 26, le 26 août 2017 à 14 h 30 | Match 26, le 26 août 2017 à 14 h 30 |
|  | Italie                              | 22                               |                   |    | Match 26, le 26 août 2017 à 14 h 30 | Match 26, le 26 août 2017 à 14 h 30 |
|  | Italie                              | 22                               |                   |    | Match 26, le 26 août 2017 à 14 h 30 | Match 26, le 26 août 2017 à 14 h 30 |
|  | Japon                               | 0                                |                   |    | Match 26, le 26 août 2017 à 14 h 30 | Match 26, le 26 août 2017 à 14 h 30 |
|  | Japon                               | 0                                | Italie            | 20 |                                     |                                     |
|  | Match 20, le 22 août 2017 à 14 h 30 |                                  | Italie            | 20 |                                     |                                     |
|  |                                     | Espagne                          | 15                |    |                                     |                                     |
|  | Espagne                             | Espagne                          | 15                | 31 |                                     |                                     |
|  | Espagne                             |                                  |                   | 31 |                                     |                                     |
|  | Hong Kong                           | 7                                |                   |    |                                     |                                     |
|  | Hong Kong                           | 7                                | Pour la 11e place |    |                                     |                                     |
|  |                                     |                                  |                   |    |                                     |                                     |
|  | Match 25, le 26 août 2017 à 12 h    |                                  |                   |    |                                     |                                     |
|  |                                     |                                  |                   |    |                                     |                                     |
|  | Japon                               | 44                               |                   |    |                                     |                                     |
|  | Japon                               | 44                               |                   |    |                                     |                                     |
|  | Hong Kong                           | 5                                |                   |    |                                     |                                     |
|  | Hong Kong                           | 5                                |                   |    |                                     |                                     |

### Matchs pour la cinquième place
|  | Pour les 5e à 8e places          | Pour les 5e à 8e places          |                  |    | Pour la 5e place                 | Pour la 5e place                 |
|  | Pour les 5e à 8e places          | Pour les 5e à 8e places          |                  |    | Pour la 5e place                 | Pour la 5e place                 |
|  |                                  |                                  |                  |    |                                  |                                  |
|  | Match 22, le 22 août 2017 à 17 h | Match 22, le 22 août 2017 à 17 h |                  |    | Match 28, le 26 août 2017 à 14 h | Match 28, le 26 août 2017 à 14 h |
|  | Match 22, le 22 août 2017 à 17 h | Match 22, le 22 août 2017 à 17 h |                  |    | Match 28, le 26 août 2017 à 14 h | Match 28, le 26 août 2017 à 14 h |
|  | Canada                           | 52                               |                  |    | Match 28, le 26 août 2017 à 14 h | Match 28, le 26 août 2017 à 14 h |
|  | Canada                           | 52                               |                  |    | Match 28, le 26 août 2017 à 14 h | Match 28, le 26 août 2017 à 14 h |
|  | Pays de Galles                   | 0                                |                  |    | Match 28, le 26 août 2017 à 14 h | Match 28, le 26 août 2017 à 14 h |
|  | Pays de Galles                   | 0                                | Canada           | 43 |                                  |                                  |
|  | Match 21, le 22 août 2017 à 14 h |                                  | Canada           | 43 |                                  |                                  |
|  |                                  | Australie                        | 12               |    |                                  |                                  |
|  | Irlande                          | Australie                        | 12               | 24 |                                  |                                  |
|  | Irlande                          |                                  |                  | 24 |                                  |                                  |
|  | Australie                        | 36                               |                  |    |                                  |                                  |
|  | Australie                        | 36                               | Pour la 7e place |    |                                  |                                  |
|  |                                  |                                  |                  |    |                                  |                                  |
|  | Match 27, le 26 août 2017 à 17 h |                                  |                  |    |                                  |                                  |
|  |                                  |                                  |                  |    |                                  |                                  |
|  | Pays de Galles                   | 27                               |                  |    |                                  |                                  |
|  | Pays de Galles                   | 27                               |                  |    |                                  |                                  |
|  | Irlande                          | 17                               |                  |    |                                  |                                  |
|  | Irlande                          | 17                               |                  |    |                                  |                                  |

## Phase finale
|  | Demi-finales                        | Demi-finales                     |                        |    | Finale                              | Finale                              |
|  | Demi-finales                        | Demi-finales                     |                        |    | Finale                              | Finale                              |
|  |                                     |                                  |                        |    |                                     |                                     |
|  | Match 24, le 22 août 2017 à 17 h    | Match 24, le 22 août 2017 à 17 h |                        |    | Match 30, le 26 août 2017 à 19 h 45 | Match 30, le 26 août 2017 à 19 h 45 |
|  | Match 24, le 22 août 2017 à 17 h    | Match 24, le 22 août 2017 à 17 h |                        |    | Match 30, le 26 août 2017 à 19 h 45 | Match 30, le 26 août 2017 à 19 h 45 |
|  | Nouvelle-Zélande                    | 45                               |                        |    | Match 30, le 26 août 2017 à 19 h 45 | Match 30, le 26 août 2017 à 19 h 45 |
|  | Nouvelle-Zélande                    | 45                               |                        |    | Match 30, le 26 août 2017 à 19 h 45 | Match 30, le 26 août 2017 à 19 h 45 |
|  | États-Unis                          | 12                               |                        |    | Match 30, le 26 août 2017 à 19 h 45 | Match 30, le 26 août 2017 à 19 h 45 |
|  | États-Unis                          | 12                               | Nouvelle-Zélande       | 41 |                                     |                                     |
|  | match 23, le 22 août 2017 à 19 h 45 |                                  | Nouvelle-Zélande       | 41 |                                     |                                     |
|  |                                     | Angleterre                       | 32                     |    |                                     |                                     |
|  | Angleterre                          | Angleterre                       | 32                     | 20 |                                     |                                     |
|  | Angleterre                          |                                  |                        | 20 |                                     |                                     |
|  | France                              | 3                                |                        |    |                                     |                                     |
|  | France                              | 3                                | Match pour la 3e place |    |                                     |                                     |
|  |                                     |                                  |                        |    |                                     |                                     |
|  | Match 29, le 26 août 2017 à 17 h    |                                  |                        |    |                                     |                                     |
|  |                                     |                                  |                        |    |                                     |                                     |
|  | États-Unis                          | 23                               |                        |    |                                     |                                     |
|  | États-Unis                          | 23                               |                        |    |                                     |                                     |
|  | France                              | 31                               |                        |    |                                     |                                     |
|  | France                              | 31                               |                        |    |                                     |                                     |

| Demi-finale 1 Match 23, 22 août 2017 19 h 45 UTC+1 | Angleterre | 20 - 3 (mt 3 - 3) | France                     | Kingspan Stadium, Belfast Arbitre : Graham Cooper |
| Demi-finale 1 Match 23, 22 août 2017 19 h 45 UTC+1 | Essai(s) : 2 Bern (61e), Jones (80e+1) Transformation(s) : 2 Scarratt (62e, 80e+2) Pénalité(s) : 2 Scarratt (17e, 52e) | Rapport           | Pénalité(s) : 1 Izar (37e) | Kingspan Stadium, Belfast Arbitre : Graham Cooper |
| Demi-finale 1 Match 23, 22 août 2017 19 h 45 UTC+1 | | Rapport           |                            | Kingspan Stadium, Belfast Arbitre : Graham Cooper |

| Demi-finale 2 Match 24, 22 août 2017 17 h UTC+1 | Nouvelle-Zélande | 45 – 12 (mt 15 - 7) | États-Unis                                                                 | Kingspan Stadium, Belfast Arbitre : Alhambra Nievas |
| Demi-finale 2 Match 24, 22 août 2017 17 h UTC+1 | Essai(s) : 7 Subritzky-Nafatali (3e), Woodman (25e, 48e, 62e, 71e), Ngata-Aerengamate (75e), Brazier (77e) Transformation(s) : 2 Cocksedge (26e, 78e) Pénalité(s) : 2 Cocksedge (19e, 55e) Carton(s) jaune(s) : 1 L.Itunu (66e) | Rapport             | Essai(s) : 2 Thomas (15e), Kelter (58e) Transformation(s) : 1 Kelter (17e) | Kingspan Stadium, Belfast Arbitre : Alhambra Nievas |
| Demi-finale 2 Match 24, 22 août 2017 17 h UTC+1 | | Rapport             |                                                                            | Kingspan Stadium, Belfast Arbitre : Alhambra Nievas |

| Match pour la 3e place Match 29, 26 août 2017 17 h UTC+1 | États-Unis | 23 - 31 (mt 10 - 19) | France | Kingspan Stadium, Belfast Arbitre : Tim Baker |
| Match pour la 3e place Match 29, 26 août 2017 17 h UTC+1 | Essai(s) : 2 Gustaitis (40e), Emba (71e) Transformation(s) : 2 Kelter (40e+1, 72e) Pénalité(s) : 3 Kelter (17e, 46e, 56e) | Rapport              | Essai(s) : 5 Corson (21e), Mayans (31e), Mignot (35e), Le Pesq (51e), Annery (58e) Transformation(s) : 3 Amédée (33e, 37e), Drouin (59e) | Kingspan Stadium, Belfast Arbitre : Tim Baker |
| Match pour la 3e place Match 29, 26 août 2017 17 h UTC+1 | | Rapport              | | Kingspan Stadium, Belfast Arbitre : Tim Baker |

| Finale Match 30, 26 août 2017 19 h 45 UTC+1 | Nouvelle-Zélande | 41 - 32 (mt 10 - 15) | Angleterre | Kingspan Stadium, Belfast 17 115 spectateurs Arbitre : Joy Neville |
| Finale Match 30, 26 août 2017 19 h 45 UTC+1 | Essai(s) : 7 Winiata (8e, 69e), Natua (39e, 45e, 58e), Smith (53e), Cocksedge (63e) Transformation(s) : 3 Cocksedge (46e, 54e, 58e) Carton(s) jaune(s) : 2 Goss (20e), Ketu (77e) | Rapport              | Essai(s) : 4 de pénalité (25e), Thompson (32e, 55e), Noel-Smith (77e) Transformation(s) : 3 de pénalité (25e), Scarratt (33e, 78e) Pénalité(s) : 2 Scarratt (15e, 51e) | Kingspan Stadium, Belfast 17 115 spectateurs Arbitre : Joy Neville |
| Finale Match 30, 26 août 2017 19 h 45 UTC+1 | | Rapport              | | Kingspan Stadium, Belfast 17 115 spectateurs Arbitre : Joy Neville |

## Classement final
Le classement final résulte des matchs de classement des 22 et 26 août. La totalisation sur l'ensemble de la Coupe du nombre de victoires et de défaites, des essais et points marqués et encaissés, n'est donnée qu'à titre indicatif. En revanche, le classement (Rang dans le tableau) est officiel. Les sept premières nations sont automatiquement qualifiées pour la Coupe du monde 2021.
| Rang | Nations          | V | D | EM | EE | PM  | PE  | Diff |
| ---- | ---------------- | - | - | -- | -- | --- | --- | ---- |
| 1    | Nouvelle-Zélande | 5 | 0 | 49 | 9  | 299 | 61  | 238  |
| 2    | Angleterre       | 4 | 1 | 33 | 14 | 211 | 88  | 123  |
| 3    | France           | 4 | 1 | 28 | 7  | 175 | 62  | 113  |
| 4    | États-Unis       | 2 | 3 | 19 | 21 | 128 | 135 | -7   |
| 5    | Canada           | 4 | 1 | 34 | 10 | 213 | 60  | 153  |
| 6    | Australie        | 2 | 3 | 15 | 25 | 94  | 192 | -98  |
| 7    | Pays de Galles   | 2 | 3 | 13 | 23 | 78  | 143 | -65  |
| 8    | Irlande          | 2 | 3 | 14 | 17 | 89  | 115 | -26  |
| 9    | Italie           | 2 | 3 | 12 | 19 | 75  | 117 | -42  |
| 10   | Espagne          | 2 | 3 | 11 | 22 | 73  | 134 | -73  |
| 11   | Japon            | 1 | 4 | 15 | 25 | 87  | 152 | -65  |
| 12   | Hong Kong        | 0 | 5 | 4  | 55 | 27  | 333 | -306 |

## Statistiques

### Meilleures réalisatrices
| Rang | Joueuses           | Pays             | Points |
| ---- | ------------------ | ---------------- | ------ |
| 1    | Portia Woodman     | Nouvelle-Zélande | 65     |
| 2    | Kendra Cocksedge   | Nouvelle-Zélande | 62     |
| 3    | Emily Scarratt     | Angleterre       | 56     |
| 4    | Magali Harvey      | Canada           | 51     |
| 5    | Alev Kelter        | États-Unis       | 32     |
| 6    | Elissa Alarie      | Canada           | 30     |
| 6    | Selica Winiata     | Nouvelle-Zélande | 30     |
| 8    | Caroline Ladagnous | France           | 25     |
| 8    | Michela Sillari    | Italie           | 25     |
| 8    | Montserrat Amédée  | France           | 25     |
| 8    | Lydia Thompson     | Angleterre       | 25     |

### Essais
| Rang | Joueuses           | Pays             | Essais |
| ---- | ------------------ | ---------------- | ------ |
| 1    | Portia Woodman     | Nouvelle-Zélande | 13     |
| 2    | Magali Harvey      | Canada           | 6      |
| 2    | Elissa Alarie      | Canada           | 6      |
| 2    | Selica Winiata     | Nouvelle-Zélande | 6      |
| 5    | Caroline Ladagnous | France           | 5      |
| 5    | Lydia Thompson     | Angleterre       | 5      |
| 7    | Kay Wilson         | Angleterre       | 4      |
| 7    | Emily Scarratt     | Angleterre       | 4      |
| 7    | Kris Thomas        | États-Unis       | 4      |
| 7    | Romane Ménager     | France           | 4      |
| 7    | Kelly Russell      | Canada           | 4      |
| 7    | Paula Fitzpatrick  | Irlande          | 4      |
| 7    | Sioned Harries     | Pays de Galles   | 4      |

### Taux de réussite des buteuses[note 1]
| Rang | Joueuses          | Pays             | % de réussite |
| ---- | ----------------- | ---------------- | ------------- |
| 1    | Alev Kelter       | États-Unis       | 70,6          |
| 2    | Magali Harvey     | Canada           | 66,7          |
| 3    | Emily Scarratt    | Angleterre       | 57,1          |
| 4    | Montserrat Amédée | France           | 55,6          |
| 5    | Patricia García   | Espagne          | 53,3          |
| 6    | Kendra Cocksedge  | Nouvelle-Zélande | 50,0          |